# Satyros z Élidy

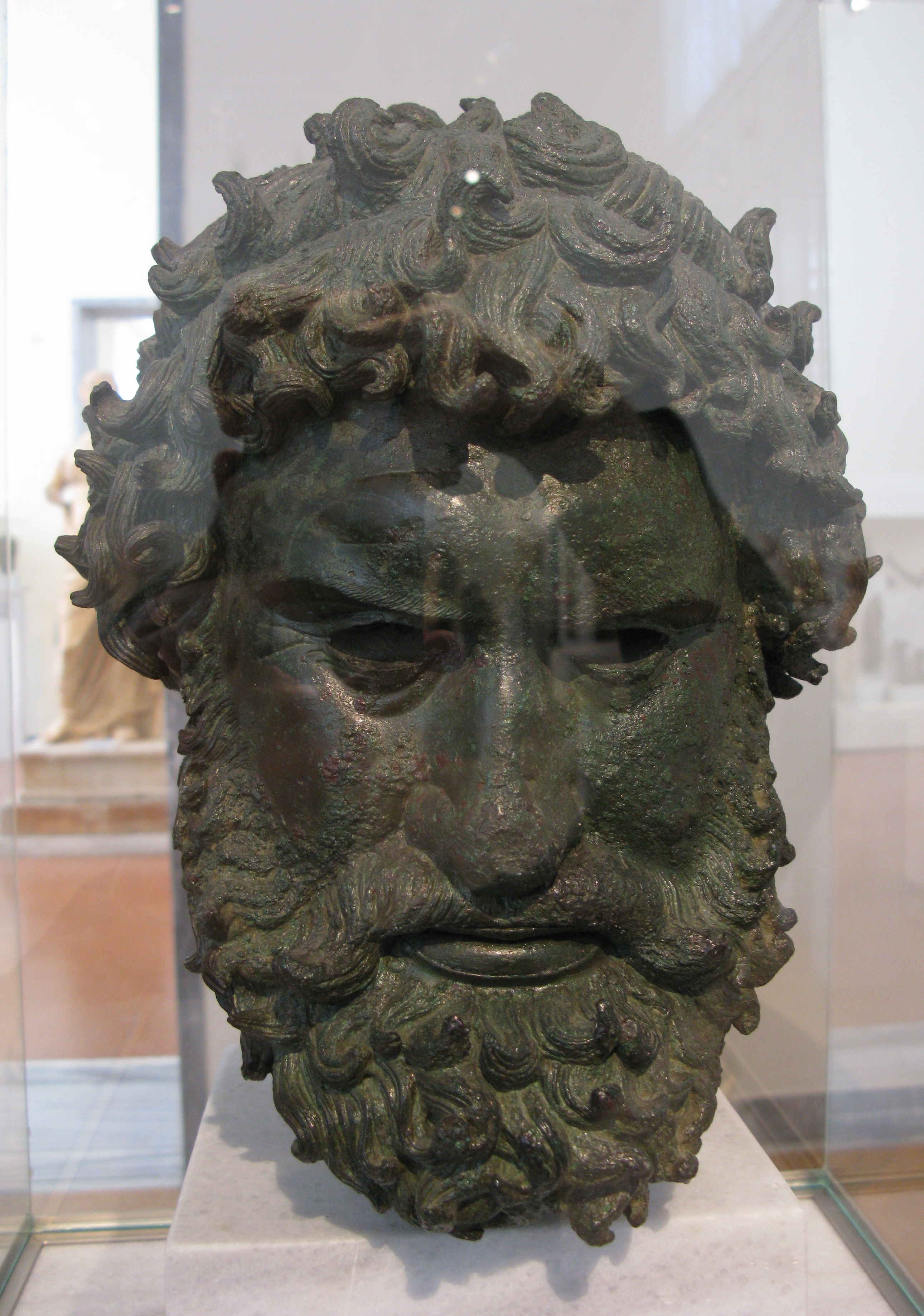
Satyros z Élidy, autor: Salanión, přibližně 330-320 př. n. l.

Satyros (starořecky Σάτυρος–Satyros) byl dvojnásobný vítěz olympijských her v boxu v čtvrtém století před Kr.
Satyros, syn Lysianaka z Élidy, příslušník starobylého kněžského rodu Iamovců z Olympie zvítězil v boxu na 112. a na 113. olympijských hrách v letech 332 a 328 př. n. l. Kromě toho se stal také pětinásobným vítězem pěstních zápasů na nemejských a dvojnásobným na pythijských hrách. V Olympii se box zavedl na 23. hrách v roce 708 př. n. l. a zvítězil v něm Onomastos ze Smyrny.
Starověký autor Pausanias v druhém století na své cestě Řeckem navštívil i Olympii a v olympijské Altidě viděl sochu Satyra. Pausanias uvádí, že byla dílem aténského sochaře Silanióna. Z antiky se zachovala pouze jedna originální socha olympijského vítěze, a to také ne celá. Je z bronzu, představuje hlavu Satyra z Élidy a realisticky mu zobrazuje rysy obličeje.